# Cieśnina Cabota
Cieśnina Cabota (wymowaⓘ [kabɔta], ang. Cabot Strait, fr. Détroit de Cabot) – cieśnina Oceanu Atlantyckiego oddzielająca Nową Fundlandię i wyspę Cape Breton u wschodniego wybrzeża Kanady. Łączy Zatokę Świętego Wawrzyńca z otwartym oceanem.

## Charakterystyka
Jej szerokość wynosi ok. 110 km. Brzegi cieśniny łączy linia promowa kursująca między Channel-Port aux Basques i Sydney w Nowej Szkocji. Odkryta w 1497 roku przez Johna Cabota, któremu zawdzięcza swą nazwę.